# Wybory prezydenckie w Republice Południowoafrykańskiej w 1888 roku

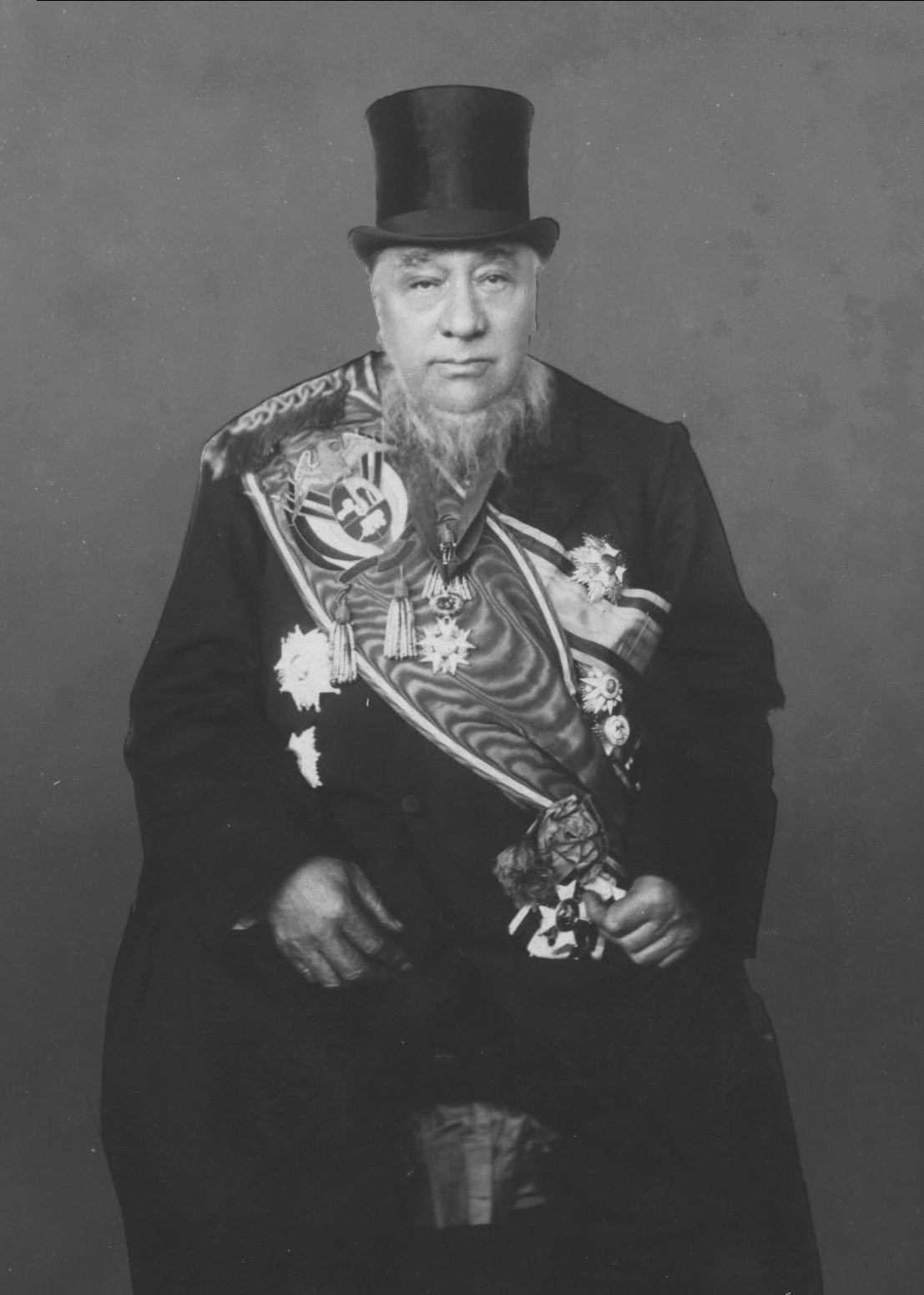
Paul Kruger, zwycięzca wyborów prezydenckich w 1888 roku

Wybory prezydenckie w Republice Południowoafrykańskiej w 1888 odbyły się, zgodnie z decyzją Volksraadu, w maju. O reelekcję ubiegał się Paul Kruger. Jego przeciwnikiem był Piet Joubert. Zwycięstwo odniósł dotychczasowy szef państwa, który otrzymał 4483 głosy, przy 834 głosach oddanych na Jouberta.